# Acreichthys
Acreichthys is een geslacht van straalvinnige vissen uit de familie van vijlvissen (Monacanthidae). Het geslacht is voor het eerst wetenschappelijk beschreven in 1941 door Fraser-Brunner.

## Soorten
De volgende soorten zijn bij het geslacht ingedeeld:
- Acreichthys hajam (Bleeker, 1852)
- Acreichthys radiatus (Popta, 1900)
- Acreichthys tomentosus (Linnaeus, 1758)